# سيركانه (مقاطعة دلفان)
سيركانه (بالفارسية: سیرکانه) هي قرية تقع في قسم كاكاوند الشرقي الريفي (مقاطعة دلفان) في إيران. يقدر عدد سكانها بـ 34 نسمة بحسب إحصاء 2016.